# Karnobat Pass

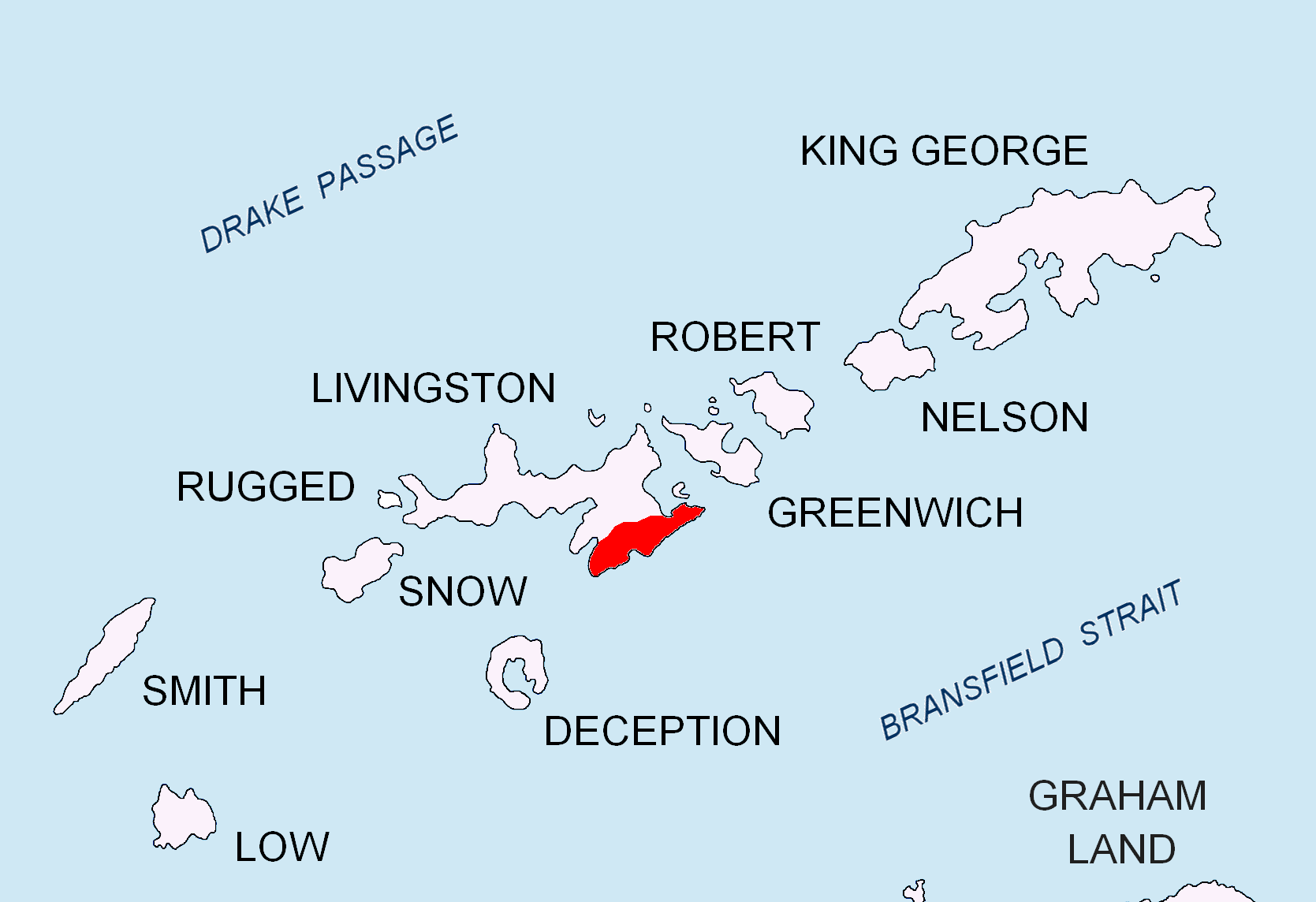
Karta

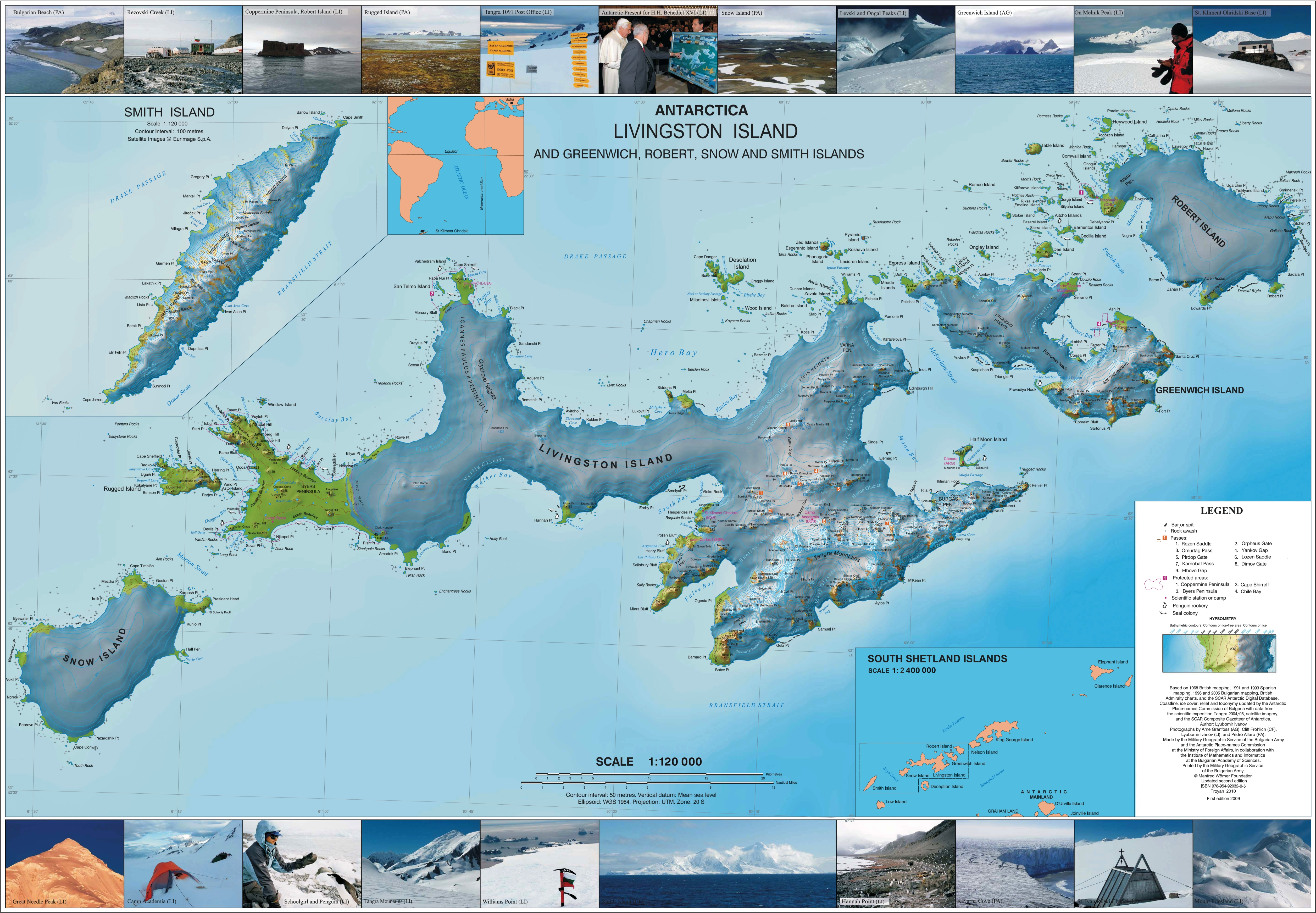
Karta

Karnobat Pass är ett bergspass i Antarktis. Det ligger i Sydshetlandsöarna. Argentina, Chile och Storbritannien gör anspråk på området. Karnobat Pass ligger 720 meter över havet.
Terrängen runt Karnobat Pass är varierad. Havet är nära Karnobat Pass österut. Trakten är glest befolkad. Närmaste befolkade plats är St. Kliment Ohridski Base, 16,2 kilometer väster om Karnobat Pass. 